# Ellen Tittel
Ellen Tittel, poi Wellmann, poi Wessinghage (Mühlbach, 28 giugno 1948 – Magonza, 7 ottobre 2023), è stata una mezzofondista tedesca.

## Palmarès

### Europei
- 1 medaglia:
  - 1 bronzo (Helsinki 1971 nei 1500 m piani)

### Europei indoor
- 2 medaglie:
  - 1 oro (Göteborg 1973 nei 1500 m piani)
  - 1 bronzo (Katowice 1975 nei 1500 m piani)